# Saint-Parize-en-Viry
Saint-Parize-en-Viry är en kommun i departementet Nièvre i regionen Bourgogne-Franche-Comté i de centrala delarna av Frankrike. Kommunen ligger i kantonen Dornes som tillhör arrondissementet Nevers. År 2022 hade Saint-Parize-en-Viry 139 invånare.

## Befolkningsutveckling
Antalet invånare i kommunen Saint-Parize-en-Viry
| Referens: INSEE |